# Schistura arifi
Schistura arifi är en fiskart som beskrevs av Muhammad Ramzan Mirza och Petre Mihai Bănărescu, 1981. Schistura arifi ingår i släktet Schistura och familjen grönlingsfiskar. Inga underarter finns listade i Catalogue of Life.